# Sint-Joriskapel (Wessem)

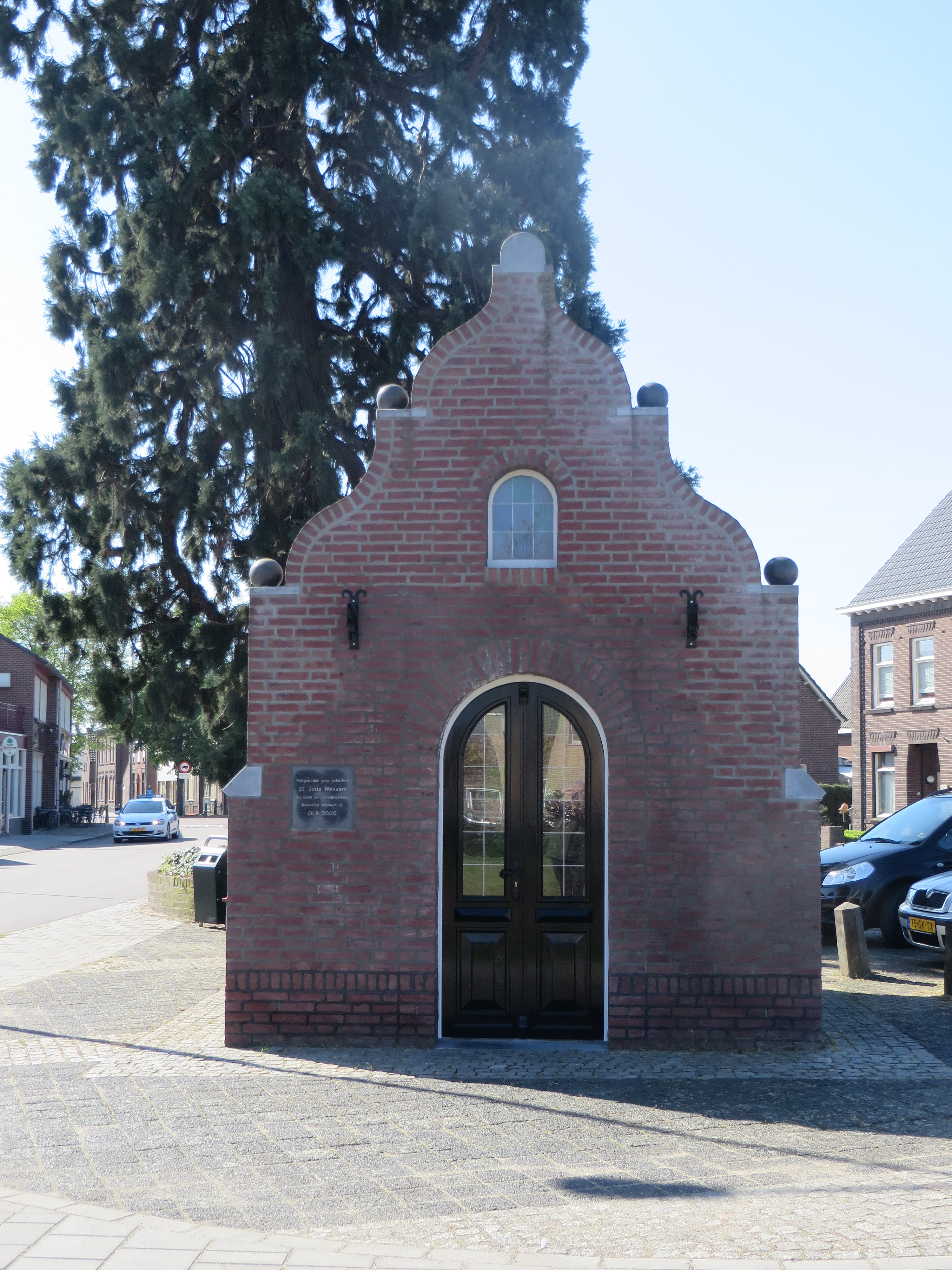
De Sint-Joriskapel

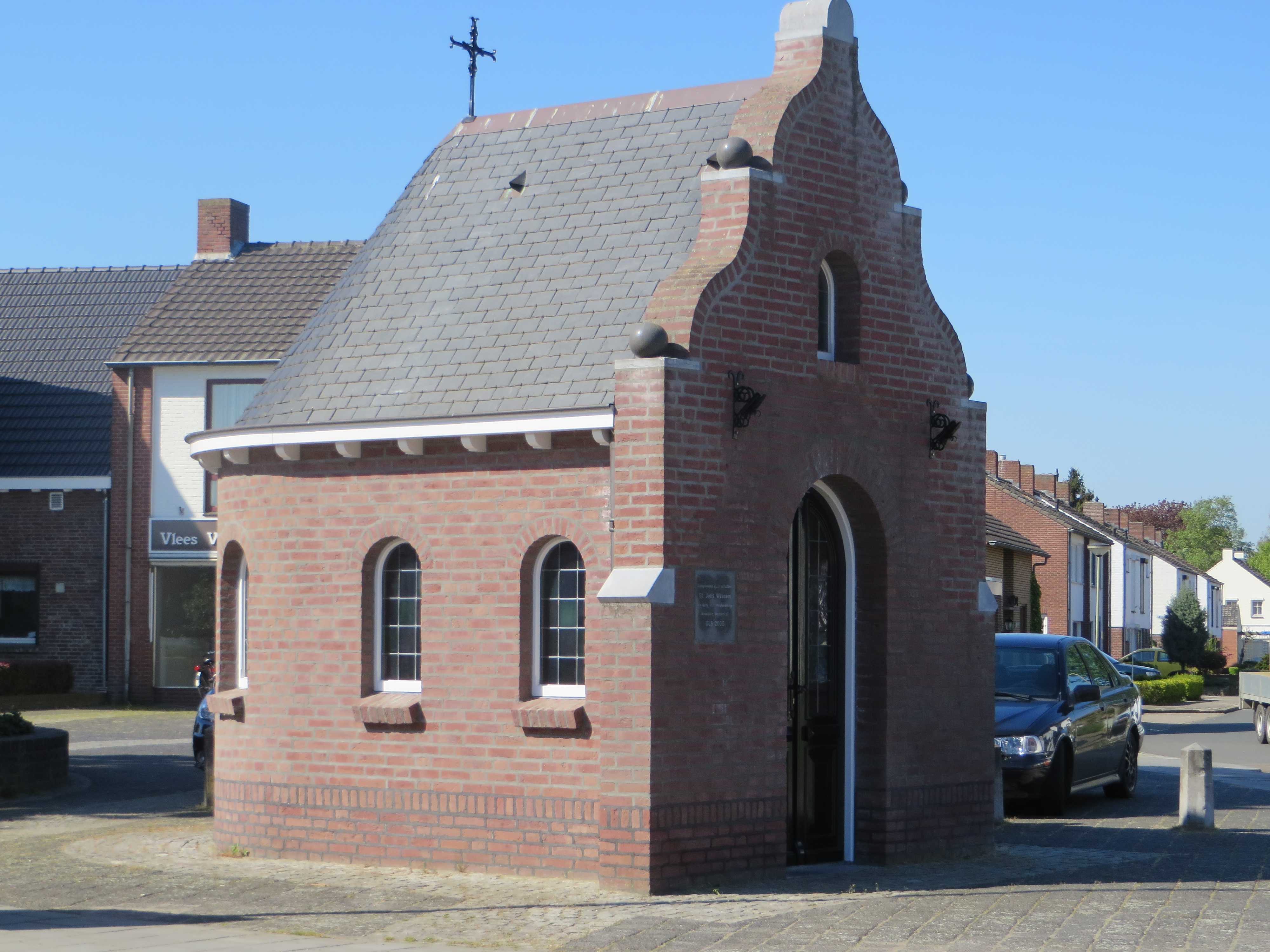
De Sint-Joriskapel

De Sint-Joriskapel is een kapel in Wessem in de Nederlandse gemeente Maasgouw. De kapel staat op de kruising van het Van Horneplein.
Op ongeveer 450 meter naar het noordwesten staat de Sint-Antoniuskapel, op ongeveer 225 meter naar het zuidwesten de Mariakapel aan de Kloosterlaan en op ongeveer 450 meter naar het zuidwesten de Mariakapel aan de Oude Thornerweg.
De kapel is gewijd aan de heilige Joris van Cappadocië.

## Geschiedenis
Aan het einde van de 18e eeuw stond er enkele meters zuidelijker reeds een Mariakapel.
Na de Tweede Wereldoorlog was de kapel vervallen en werd er in 1945 op dezelfde plek een nieuwe Mariakapel gebouwd.
In 1963 werd de kapel afgebroken vanwege het verkeer. Het Mariabeeld kwam toen eerst in de Mariakapel bij de begraafplaats te staan, jaren later stond het in het gemeentehuis en na de gemeentelijke herindeling van 1991 kwam het beeld terecht in de Sint-Medarduskerk.
In 2008 werd er een nieuwe kapel gebouwd door de lokale schutterij als dank voor de medewerking met het Oud Limburgs Schuttersfeest van 2005.

## Bouwwerk
De rode bakstenen kapel heeft een halfronde koorsluiting en wordt gedekt door een zadeldak met leien. Op de achterste nok is een metalen kruis aangebracht. In de zijgevels bevinden zich elk drie rondboogvensters met glas-in-lood. De opzij en boven het dak uitstekende frontgevel is een klokgevel met aan beide zijde elke twee zwenkingen. Tussen de twee zwenkingen aan beide kanten en op de geveluiteindes is een bol geplaatst. Hoog in de frontgevel bevindt zich een rondboogvenster en verder naar onder de rondboogvormige toegang die wordt afgesloten met een deur. In de frontgevel is een gedenksteen ingemetseld met daarop de tekst:

Aangeboden door schutterij
St. Joris Wessem
als dank voor medewerking
bevolking Wessem bij
OLS 2005

Van binnen is de kapel uitgevoerd in gele baksteen en heeft voor het koor een groot smeedijzeren sierhek. Aan de achterwand is het altaar bevestigd met op het altaar rechts een Mariabeeld en links erboven een afbeelding van Joris. In de vensters is in glas-in-lood links Sint-Joris te zien en rechts Maria.